# يواكيم إيلرز
يواكيم إيلرز (بالألمانية: Joachim Eilers)‏ مواليد 2 أبريل 1990 في كولونيا، هو دراج ألماني.

## الميداليات
| الميدالية | المسابقة                               |
| --------- | -------------------------------------- |
| فضية      | بطولة العالم للدراجات على المضمار 2014 |
| فضية      | بطولة العالم للدراجات على المضمار 2015 |

## روابط خارجية
- يواكيم إيلرز على موقع الاتحاد الدولي للدراجات (الإنجليزية)
- يواكيم إيلرز على موقع أرشيف الدراجات (الإنجليزية)
- يواكيم إيلرز على موقع CycleBase (الإنجليزية)
- يواكيم إيلرز على موقع اللجنة الأولمبية الدولية (الإنجليزية)
- يواكيم إيلرز على موقع أوليمبيديا (الإنجليزية)
- يواكيم إيلرز على موقع اللجنة الأولمبية الألمانية (الألمانية)